# Nagham Nawzat
Nagham Nawzat Hasan (àrab: نغم نوزات حسن, Naḡam Nawzāt Ḥasan) (Bashiqa, Iraq, 1978) és una metgessa iraquiana que va rebre el Premi Internacional Dona Coratge el 2016.
Hasan és un activista iazidita i una ginecòloga nascuda a Bashiqa. Esdevingué notícia el 2014 després de l'ocupació de la ciutat de Sinjar per les forces estatals islàmiques. La població local de Yazidi va ser assassinada i les noies es van convertir en esclaves sexuals. Hasan es va adonar de l'impacte que això tindria i va visitar campaments per assessorar als implicats.
El 29 de març de 2016 va ser reconeguda amb el Premi Internacional Dona Coratge per "promoure la igualtat de gènere, combatre la violència de gènere i ajudar". També va ser guardonada amb una Silver Rose pel seu treball sobre els drets humans el juny de 2014, un premi que atorga l'organització europea Solidar. Després va tornar al seu treball en el Centre de dones supervivents de Dohouk.